# Vindö

Vindö 40

Vindö-Segelyachten wurden von der Nötesunds Varv AB auf Henån in Schweden gebaut. Die Nötesunds Varv AB existiert nicht mehr, doch die unzähligen noch gut erhaltenen Langkieler der Marke „Vindö“ werden auch heute noch auf Henån gewartet und restauriert. Heute übernimmt die Vindö Marin AB diese Arbeiten.
Der Bootsbauer Carl Andersson war der Gründer der Werft. Er wurde in Kungsviken – einem der wichtigsten Bootsbauzentren in Schweden – geboren. Bereits sein Vater und Großvater bauten Schiffe, vor allem massive, stäbige Fischerboote aus Eichenholz.
Ab 1926 begann Carl Andersson in eigener Regie Holzboote, vor allem Lotsenboote und Freizeitboote, auf Henån zu bauen, zunächst noch unter dem Namen „Sundsandvik Båtvarv“. Anfang der 1960er Jahre übernahm sein Sohn Karl-Erik die Firma, die ab dieser Zeit „Nötesunds Varv AB“ hieß. 1961 wurde die erste „Vindö“ gebaut: die Vindö 28 (8 m × 2,35 m, 28 m²). Aus dieser stammt auch die Bezeichnungsart der Vindö-Yachten. Die Zahl am Ende des Bootsnamens steht nicht wie sonst üblich für die Länge in Fuß, sondern sie bezeichnet die Segelfläche in m².
1963 folgte die bekannte und eine der beliebtesten Vindös die „Vindö 30“ (9 m × 2,42 m) und die kleine „Vindö 18“ (6 m × 2,10 m). Beide Yachten wurden zunächst vollständig aus Holz, später dann mit GFK Rumpf und Holzaufbauten gefertigt. 1964 kam die „Vindö 22“ als kleine Schwester der „30“.
Mit der Zeit entwickelte sich die „Vindö 30“ zum Verkaufsschlager und etwa 50 % der Yachten gingen in den Export – vor allem nach Deutschland. 1966 zeichnete Carl Andersson die „Vindö 50“. Ab etwa dieser Zeit wurden alle Yachten mit GFK Rumpf gefertigt. 1971 entstand die „Vindö 40“. Auch die „40“ entwickelte sich zu einem Verkaufsschlager und noch heute existieren sehr viele gut erhaltene Exemplare. 1973 folgte die „Vindö 32“ als Weiterentwicklung der „30“ (8,90 m × 2,75 m). Sie war als preisgünstige Alternative zur „Vindö 40“ entwickelt worden. In Zusammenarbeit mit einem Fremdhersteller von Rümpfen (Corsair/Bowman) entstand 1975 die „Vindö Corsair 75“ mit der typischen Inneneinrichtung einer Vindö. Die "Vindö 65" (11,65 m × 3,65 m) und die „Vindö 90“ (13 m × 3,95 m) vervollständigten kurze Zeit später das Sortiment.
Carl Andersson starb 1979 und nur ein Jahr später stand die Werft vor dem Konkurs. Durch einen Verkauf wurde dieser zunächst abgewehrt. 1981 wurde die „Vindö 45“ präsentiert (10,20 m × 3,33 m). Die „Vindö 45“ war eine ausgewachsene Cruising Yacht. Sie war höher und breiter als alle ihre Vorgänger. Doch auch die „Vindö 45“ konnte den drohenden Konkurs der Werft nicht aufhalten. Kurze Zeit später verließ der letzte Vindö-Neubau die Werfthallen.